# Jean-Baptiste Cambray
Pour les articles homonymes, voir Cambray (homonymie).

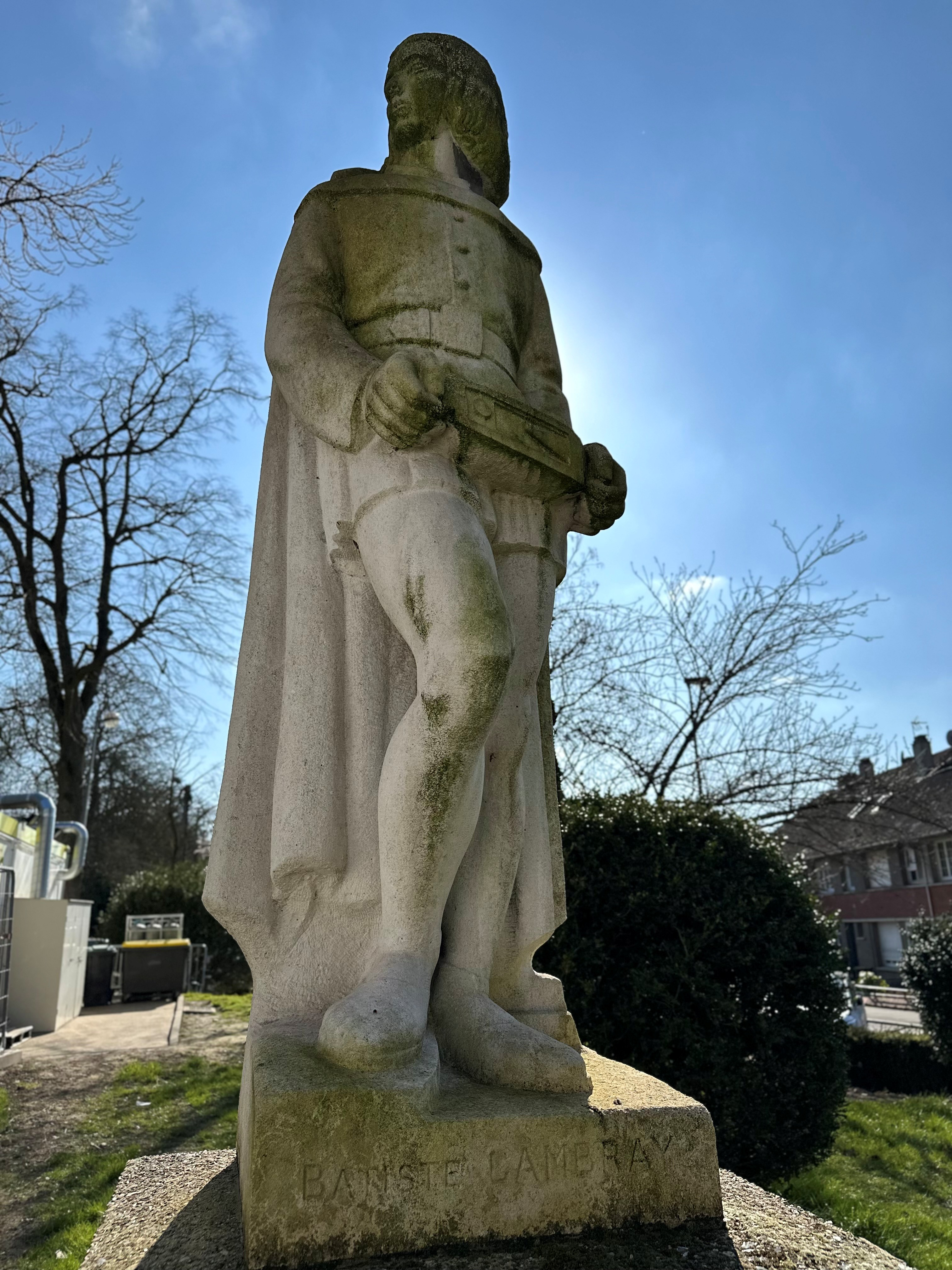
Statue du tisserand Jean Baptiste Cambrai dans le jardin public de Cambrai, inauguré en 1906

Jean-Baptiste Cambray ou Baptiste Cambray est un tisserand français originaire de la ville de Cambrai, dans les Hauts-de-France.
Sa date de naissance ainsi que son histoire restent encore aujourd’hui mal connues. Il est traditionnellement reconnu comme l'inventeur de la navette de tissage, un outil ayant joué un rôle crucial dans le développement de l'industrie textile.
Au fil des siècles, Cambrai s'est imposée comme un centre textile de première importance, en grande partie grâce aux innovations techniques attribuées à Jean-Baptiste Cambray. Une statue réaliser par l'artiste Alfred Bottiau en l'honneur de Jean Baptiste Cambray a été inaugurée en 1950 dans le jardin public de Cambrai, soulignant son apport supposé à l'artisanat textile.
Son nom est traditionnellement associé à la création de deux tissus emblématiques : la batiste et le chambray,.

## Inventions
- Batiste :  La batiste est une toile fine et très serrée, traditionnellement fabriquée en lin à Cambrai. Ce tissu léger et doux est apprécié pour sa transparence, ce qui le rend idéal pour la confection de vêtements délicats, de linge de maison et de mouchoirs. Le nom de la batiste dériverait directement de Jean-Baptiste Cambray, mettant en avant son rôle supposé dans son développement[4],[5].
- Chambray :  Le chambray est un tissu tissé selon une technique où les fils de chaîne sont généralement bleus et les fils de trame blancs, donnant un effet chiné caractéristique. Plus robuste que la batiste, il est souvent utilisé pour la confection de chemises et de vêtements de travail. Son utilisation a évolué au fil des siècles, passant d'un textile réservé aux élites à un tissu largement adopté par les classes populaires et les travailleurs. Le nom "chambray" fait directement référence à la ville de Cambrai, où sa production aurait commencé.

## Le métier de tisserand et son expertise
Au XVIe siècle, Cambrai était un centre textile renommé, notamment pour la production de batiste et de chambray. Les mulquiniers, artisans tisserands spécialisés dans le lin, étaient reconnus pour leur savoir-faire exceptionnel et leur maîtrise des techniques de tissage. Ils tissaient eux-mêmes leurs toiles, assurant une qualité de production inégalée, et étaient également marchands de leurs propres créations. Le savoir-faire des mulquiniers s'est transmis de génération en génération, garantissant la pérennité des techniques artisanales locales. Cambrai est ainsi restée une référence incontournable dans le domaine du tissage,.

## Le chambray: histoire et caractéristiques

### Origine et composition
Le chambray trouve ses racines à Cambrai au XVIe siècle. D'abord confectionné en lin, il a progressivement intégré le coton comme fibre dominante. Ce tissu est généralement tissé en toile, ce qui lui confère une texture douce et légère.

### Diffusion et popularité
Le chambray a été adopté par de nombreuses figures historiques et culturelles, notamment Louis XIV, Steve McQueen et Elvis Presley, qui ont contribué à sa popularisation. Au XVIIIe siècle, il était prisé aussi bien par la noblesse que par les classes moyennes et populaires, grâce à sa disponibilité croissante.
Au XXe siècle, le chambray est devenu un élément incontournable du workwear aux États-Unis. Son utilisation dans la confection de chemises de travail répondait à des exigences de durabilité et de confort, faisant de lui un tissu emblématique de l'habillement ouvrier.

## Héritage et influence dans l'industrie textile

### Pérennité du chambray
Avec l'industrialisation, la production de batiste et de chambray s'est progressivement déplacée vers l'Asie, notamment en Chine, en Inde et en Turquie. Récemment, l'entreprise française "Jean-Batiste Cambray - JBC" a entrepris de relocaliser la production de ces tissus à Cambrai, en hommage à son patrimoine textile et à l'héritage de Jean-Baptiste Cambray.

## Utilisation contemporaine
Aujourd'hui, le chambray est largement employé dans la mode, y compris dans la haute couture. Des créateurs de renom tels que Giorgio Armani, Issey Miyake et Ralph Lauren l'ont intégré à leurs collections, explorant différents motifs et coupes pour associer tradition et modernité. Son esthétique sobre et sa versatilité en font un élément indémodable du textile mondial.